# Песочное (Волынская область)
Песо́чное (укр. Пісочне) — село в Поворской сельской общине Ковельского района Волынской области Украины.
Код КОАТУУ — 0722187001. Население по переписи 2001 года составляет 811 человек. Почтовый индекс — 45052. Телефонный код — 3352. Занимает площадь 5,7 км².